# Bakaiivka, Zolotonoșa
Bakaiivka (în ucraineană Бакаївка) este un sat în comuna Antîpivka din raionul Zolotonoșa, regiunea Cerkasî, Ucraina.

## Demografie
Componența lingvistică a localității Bakaiivka
     Ucraineană (82,44%)
     Rusă (16,03%)
     Română (1,15%)
Conform recensământului din 2001, majoritatea populației localității Bakaiivka era vorbitoare de ucraineană (82,44%), existând în minoritate și vorbitori de rusă (16,03%) și română (1,15%).